# Palazzo Rocca
Il palazzo Rocca è un polo museale di Chiavari, situato in via Costaguta. L'edificio è ubicato nelle immediate vicinanze della storica "piazza delle Carrozze" del centro storico, intitolata a Giacomo Matteotti, circondato interamente dal pregiato Parco Botanico Rocca. Nelle antiche scuderie è ubicato il locale museo archeologico e, ai piani, la galleria civica.

## Il palazzo
Il palazzo fu edificato tra il 1629 e il 1635 per volere dei locali marchesi Costaguta che commissionarono il progetto all'architetto Bartolomeo Bianco. La potente famiglia, che abitò il palazzo per oltre un secolo ebbe da Innocenzo X il titolo di marchesi di Spicciano, e signori di Rocca Alvecce. Fra i membri più celebri vi furono due cardinali, figli di Prospero Costaguti, Vincenzo Costaguti e Giovanni Battista Costaguti. 
Nel 1760 la proprietà passò ai Ranieri, quindi alla famiglia Grimaldi che ne ingrandirono i volumi e ai Pallavicini.
Acquisito da Giuseppe Rocca, da cui il palazzo trae la definitiva denominazione, nel 1912, donerà l'intera proprietà, consta dall'edificio e dal parco, alla municipalità chiavarese. 

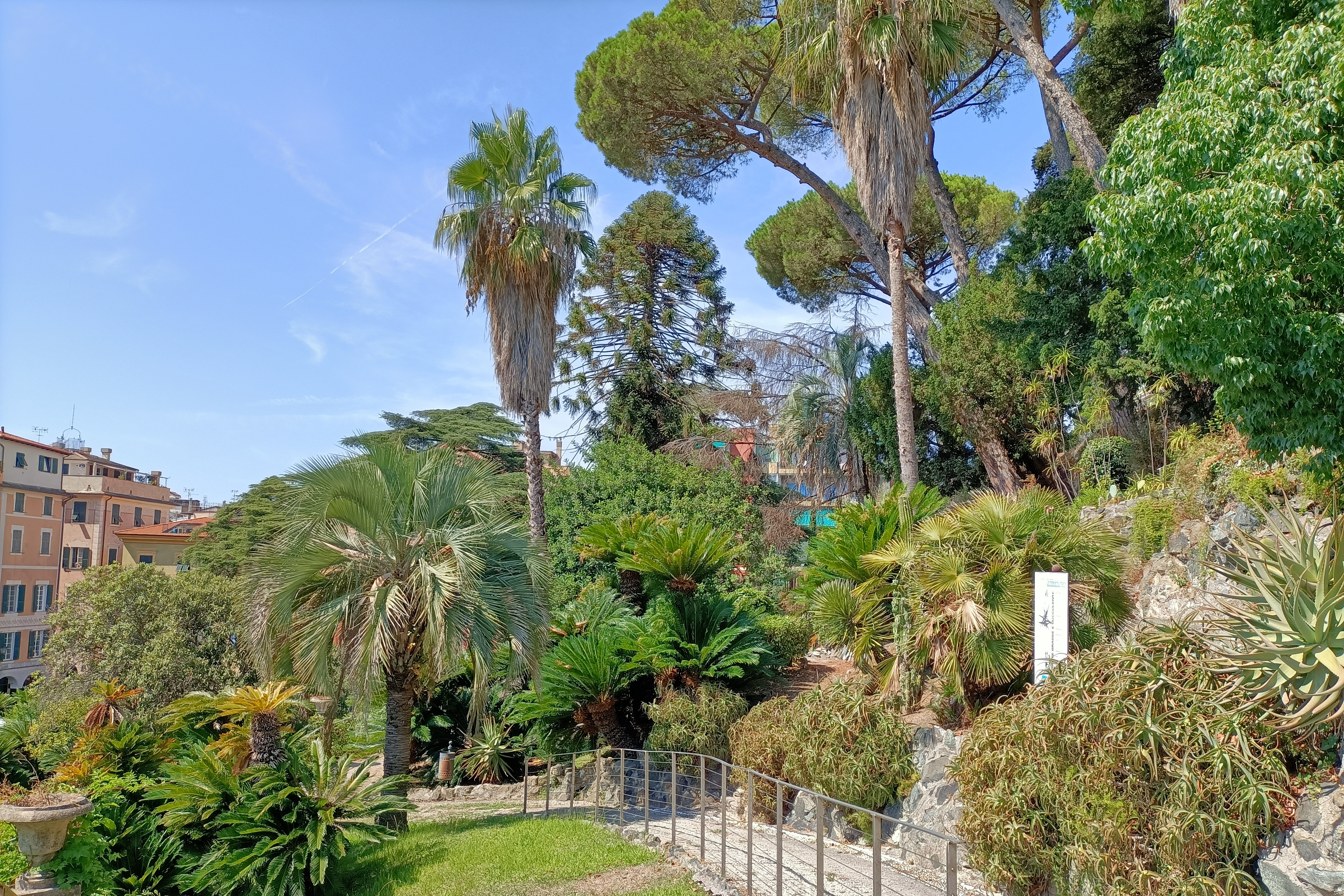
Scorcio del giardino

## Il Parco Botanico
Lo stesso Rocca, prima della cessione, commissionò la trasformazione del giardino in parco affidando l'incarico, nel 1908, al genovese Polinice Caccia così come un generale intervento di recupero e restauro dell'intero complesso. 
La superficie complessiva di verde è di mq. 21.000. Il Parco, che si sviluppa in verticale su diverse altezze, è raccordato con il giardino originario adiacente al palazzo, attraverso uno scalone monumentale munito di ninfeo posto sull'asse del palazzo. Al suo interno si trovano diversi ambienti vegetali (uliveti,  lecceti, succulente,  cicadee,  bambu',  conifere esotiche, provenienti dalle aree equatoriali la cui ambientazione è resa possibile dal microclima della Riviera) e ambienti artificiali tipici del gusto dell'epoca (grotte, cascatelle, laghetti, un tempietto neopompeiano, il Padiglione del Tè).
Negli anni 2000 l'intera area del parco è stata oggetto di una nuova piantumazione della flora e di un recupero degli elementi architettonici.

## La galleria del palazzo
La collezione comprende importanti opere pittoriche di scuola genovese, italiana, spagnola e fiamminga; in una quadreria intitolata a Pietro Torriglia, marchese locale, sono conservate opere del XVI e XVIII secolo. Fra i capolavori della civica galleria spiccano:
- Le tre parche di Gioacchino Assereto
- "Il sacrificio di Noè" firmato e datato da Giovanni Benedetto Castiglione detto il Grechetto (1653)
- la "Natura morta con cane e selvaggina" di Jan Roos (1630 circa)
- due allegorie dovute a Domenico Piola e Stefano Camogli
- le tele di Orazio De Ferrari ("Cristo portacroce", "Ecce Homo")
- la galleria di ritratti dovuta ad alcuni dei protagonisti della pittura genovese, Anton Maria Vassallo e Cesare Corte fra gli altri[2].

Inoltre sono conservate numerosi oggetti in ceramica e in porcellana nonché una serie di stampe dell'epoca.

## Il museo archeologico di Chiavari
Il museo archeologico per la preistoria e la protostoria del Tigullio, ospitato nelle sale al piano terreno, ospita il materiale rinvenuto durante gli scavi della necropoli preromana di Chiavari.